# Antonio Cruz-Conde
Antonio Cruz-Conde y Conde (Córdoba, 3 de abril de 1910-ibídem, 5 de diciembre de 2003), alcalde de Córdoba desde el año 1951 al año 1962 y presidente de la Diputación Provincial de Córdoba desde el año 1962 al año 1967. Su padre fue el también alcalde de Córdoba Rafael Cruz-Conde Fustegueras y su abuelo fue Tomás Conde y Luque.

## Biografía
Antonio nace el 3 de abril de 1910 en la calle Deanes número 8 de Córdoba. Hijo de Rafael Cruz-Conde y Ángela Conde Marín. Estudió el Bachillerato Superior en el colegio de El Palo de los jesuitas y, aunque comenzó la carrera de Derecho en la Universidad de Sevilla y Granada, no llegaría a terminarla, debido a que tuvo que hacerse cargo de las bodegas familiares.
Se afilió a Falange Española en 1933, ocupando el puesto de teniente de complemento durante la Guerra civil española en la 31 división y obtiene las medallas al Mérito Militar y de Guerra. El escritor Carlos Castilla del Pino declaró que los Cruz Conde fueron los únicos que se atrevieron a decirle a Queipo de Llano que los fusilamientos que se estaban produciendo eran una brutalidad. En 1943 contrae matrimonio en Madrid con Guadalupe Suárez de Tangil y Guzmán, hija del conde de Vallellano, con la que tuvo seis hijos. 
Falleció el 5 de diciembre de 2003, a los 93 años de edad, en su casa de la calle Condes de Torres Cabrera número 5, celebrándose su funeral en la iglesia de San Miguel y siendo enterrado en el Cementerio de Nuestra Señora de la Salud.

## Trayectoria política

### Alcalde de Córdoba
Su hermano Alfonso, quien era alcalde de Córdoba, tuvo que abandonar la alcaldía para incorporarse como nuevo gobernador civil de Cádiz, proponiendo a su hermano. Antonio aceptó el cargo el 19 de noviembre de 1951, posición que ocuparía hasta el 25 de septiembre de 1962. Su alcaldía transformó la ciudad debido a los grandes cambios que Córdoba experimentó bajo su mandato. Su implicación por la ciudad de Córdoba se dejó patente en el discurso de investidura que pronunció en su toma de posesión:

Todos y cada uno de los cordobeses tienen una misión: Vivir de cara a la ciudad y no de espaldas a ella. Hacerla cada día más cuidada, más limpia, más culta. Pensar que nos toca la misión de cada hora y nuestro viejo río quiere ver reflejado en su ancho cauce el dinamismo de la generación del cincuenta y uno. Yo pido a todos su propio esfuerzo. Hagamos nuestra tarea, que todo aquello que sea superior a nuestra capacidad, debidamente canalizado lo elevaremos para su resolución al Gobierno y sin duda lo obtendremos, porque la ayuda estatal realiza el milagro del resurgir de nuestra patria, en toda la anchura de nuestra España. Una Córdoba mejor hecha por los cordobeses. ¡Tal puede ser nuestra divisa!
Antonio Cruz-Conde durante su discurso de investidura en 1951.

Entre sus medidas incluyó el abastecimiento de agua a la ciudad, que suplió con la ampliación de la presa del Guadalmellato y la creación de una depuradora en Villa Azul en 1955.
En estos años, se construyeron el puente de San Rafael, se ambientó la calleja de las Flores, se recuperaron y restauraron edificios como el Alcázar de los Reyes Cristianos y sus jardines, el Zoco Municipal, la torre de la Calahorra y la torre de la Malmuerta, así como gran parte de las murallas que aún circundan la ciudad. Se derribó el mercado que ocupaba el centro de la plaza de la Corredera desde finales del siglo XIX, para dar a luz y volver a su fisonomía original y que mantiene en la actualidad. 
Desde el punto de vista de las infraestructuras, Córdoba sufrió una enorme transformación que cambió la fisonomía de Córdoba y que posibilitó la posterior expansión urbanística de Córdoba. Así se construyeron el aeropuerto, la Universidad Laboral, el parque Cruz Conde, las avenidas de Conde de Vallellano, de Carlos III y del Corregidor. De esta época proceden también la creación del Parador Nacional de la Arruzafa, el Hotel Córdoba —antiguo Meliá Córdoba y hoy Tryp Córdoba— y el Camping Municipal. 

### Diputación Provincial de Córdoba
El 25 de septiembre de 1962 fue nombrado presidente de la Diputación Provincial de Córdoba, cargo que ostentó hasta el 30 de noviembre de 1967.
Su salida de la política fue descrita como "sucia maniobra política" por parte de Antonio. La Diputación tenía entonces que elegir un diputado en Cortes, que normalmente era el presidente de la Diputación. Antonio, seguro de su victoria, preguntó si alguien iba a presentarse al cargo, y tras la negativa, no atendió la votación. El diputado Juan Antonio Muñoz, según algunos autores influenciado por José Solís Ruiz, se presentó al cargo, empatando en votos con Cruz Conde. El reglamento dio la victoria a Juan Antonio, ya que se trataba del candidato más joven. Antonio, al enterarse, proclamó su dimisión inmediata. El ministro de la Gobernación Camilo Alonso Vega intentó persuadirle incluso ofreciéndole cargos más altos, pero Cruz Conde abandonó definitivamente la política. Pascual Calderón Ostos accedió a la presidencia por sugerencia de Cruz Conde, acabando algunos de los proyectos que había dejado inacabados.

## Distinciones
- Hijo Predilecto de la Provincia de Córdoba.
- Medalla de Oro de la Ciudad.
- Académico de honor de la Real Academia de Córdoba.
- Caballero gran cruz de la Orden de Isabel la Católica
- Medalla al Mérito Civil.

## Logros
- Recuperación de diversos monumentos como las murallas, el Alcázar de los Reyes Cristianos, la Plaza de la Corredera, adecentamiento del Museo Arqueológico y creación del Museo Taurino.
- Construcción del aeropuerto, la Universidad Laboral y el Parque Cruz-Conde.
- Construcción del puente de San Rafael y de las avenidas de Carlos III, Conde Vallellano y del Corregidor.
- Construcción del Parador Nacional de la Arruzafa, del Hotel Córdoba —antiguo Meliá— y del Camping Municipal.
- Creación del Concurso Nacional del Cante Hondo y del festival de Patios Cordobeses.

| Predecesor: Alfonso Cruz-Conde              | Alcalde de Córdoba 1951 - 1962                              | Sucesor: Antonio Guzmán Reina   |
| Predecesor: Rafael Cabello de Alba y Gracia | Presidente de la Diputación Provincial de Córdoba 1962-1967 | Sucesor: Pascual Calderón Ostos |